# 1918 en journalisme
Cet article présente les faits marquants de l'année 1918 en journalisme.

## Évènements
- Parution de la première édition du journal De Standaard, créé en 1914.